# Viala-du-Pas-de-Jaux
Pour les articles homonymes, voir Viala.
Viala-du-Pas-de-Jaux est une commune française située dans le département de l'Aveyron, en région Occitanie.
Le patrimoine architectural de la commune comprend un membre (commanderie) protégé au titre des monuments historiques : la tour, inscrite en 1993.

## Géographie

### Localisation
Le Viala-du-Pas-de-Jaux se situe sur le plateau du Larzac, à 20 kilomètres de Saint-Affrique et à 35 kilomètres de Millau.

### Communes limitrophes
Les communes limitrophes sont  La Bastide-Pradines, Lapanouse-de-Cernon, Saint-Jean-et-Saint-Paul, Sainte-Eulalie-de-Cernon et Tournemire.

### Climat
Pour des articles plus généraux, voir Climat de l'Occitanie et Climat de l'Aveyron.
En 2010, le climat de la commune est de type climat des marges montargnardes, selon une étude s'appuyant sur une série de données couvrant la période 1971-2000. En 2020, Météo-France publie une typologie des climats de la France métropolitaine dans laquelle la commune est exposée à un climat de montagne et est dans la région climatique Sud-est du Massif Central, caractérisée par une pluviométrie annuelle de 1 000 à 1 500 mm, minimale en été, maximale en automne.
Pour la période 1971-2000, la température annuelle moyenne est de 9,8 °C, avec une amplitude thermique annuelle de 15,5 °C. Le cumul annuel moyen de précipitations est de 1 186 mm, avec 11,7 jours de précipitations en janvier et 5,2 jours en juillet. Pour la période 1991-2020, la température moyenne annuelle observée sur la station météorologique la plus proche, située sur la commune de La Cavalerie à 10 km à vol d'oiseau, est de 10,1 °C et le cumul annuel moyen de précipitations est de 934,2 mm,. Pour l'avenir, les paramètres climatiques de la commune estimés pour 2050 selon différents scénarios d'émission de gaz à effet de serre sont consultables sur un site dédié publié par Météo-France en novembre 2022.

### Milieux naturels et biodiversité

#### Espaces protégés
La protection réglementaire est le mode d’intervention le plus fort pour préserver des espaces naturels remarquables et leur biodiversité associée.
Dans ce cadre, la commune fait partie d'un espace protégé, le Parc naturel régional des Grands Causses, créé en 1995 et d'une superficie de 327 937 ha, s'étend sur 97 communes. Ce territoire rural habité, reconnu au niveau national pour sa forte valeur patrimoniale et paysagère, s’organise autour d’un projet concerté de développement durable, fondé sur la protection et la valorisation de son patrimoine,,.

#### Sites Natura 2000

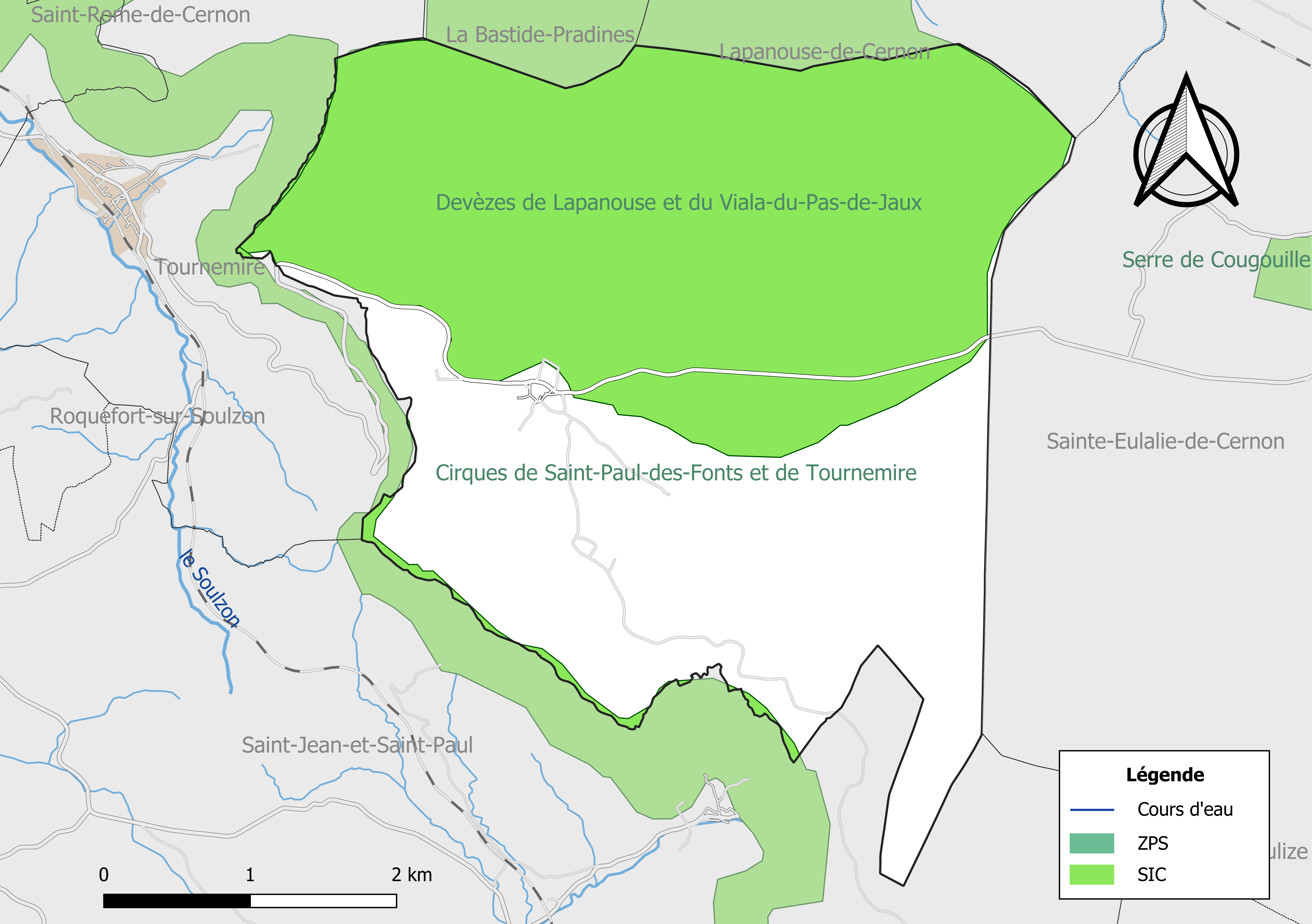
Sites Natura 2000 sur le territoire communal.

Le réseau Natura 2000 est un réseau écologique européen de sites naturels d’intérêt écologique élaboré à partir des Directives « Habitats » et « Oiseaux ». Ce réseau est constitué de Zones spéciales de conservation (ZSC) et de Zones de protection spéciale (ZPS). Dans les zones de ce réseau, les États Membres s'engagent à maintenir dans un état de conservation favorable les types d'habitats et d'espèces concernés, par le biais de mesures réglementaires, administratives ou contractuelles.
Deux sites Natura 2000 ont été définis sur la commune au titre de la « directive Habitats » : 
- Les « Cirques de Saint-Paul-des-Fonts et de Tournemire », d'une superficie de 676 ha, situés bordures sud-ouest du Causse du Larzac, présentent des corniches calcaires et des escarpements rocheux. On y trouve aussi des cavités et des grottes. La cassure avec la bordure du plateau est brutale, le paysage est marqué par un étagement des activités agricoles depuis la vallée jusqu'au plateau : cultures et prairies dans la vallée et l'avant-causse, forêts sur les pentes (chênes pubescents, pins sylvestres), parcours sur le causse[13] ;

Les « Devèzes de Lapanouse et du Viala-du-Pas-de-Jaux », d'une superficie de 1 585 ha, sont situées sur le Causse du Larzac. Les devèzes sont caractérisées par la présence de pelouses calcaires et steppiques (parcours à ovins et bovins) encore bien entretenues. Elles sont réputées pour leur richesse en orchidées et sont accessibles facilement. Les paysages sont un mélange de milieux ouverts (landes à buis et genévriers, pelouses) et de forêts de chêne pubescent ;

#### Zones naturelles d'intérêt écologique, faunistique et floristique
L’inventaire des zones naturelles d'intérêt écologique, faunistique et floristique (ZNIEFF) a pour objectif de réaliser une couverture des zones les plus intéressantes sur le plan écologique, essentiellement dans la perspective d’améliorer la connaissance du patrimoine naturel national et de fournir aux différents décideurs un outil d’aide à la prise en compte de l’environnement dans l’aménagement du territoire.
Le territoire communal de Viala-du-Pas-de-Jaux comprend deux ZNIEFF de type 1,, 
les « Cirques de Saint-Paul-Des-Fonts et de Tournemire » (1 189 ha), couvrant 6 communes du département ;
et le « Devèze du Viala-du-Pas-de-Jaux et serre de Cougouille » (2 515 ha), couvrant 5 communes du département
et une ZNIEFF de type 2,, 
le « Causse du Larzac » (50 424 ha), qui s'étend sur 23 communes dont 21 dans l'Aveyron et 2 dans l'Hérault.

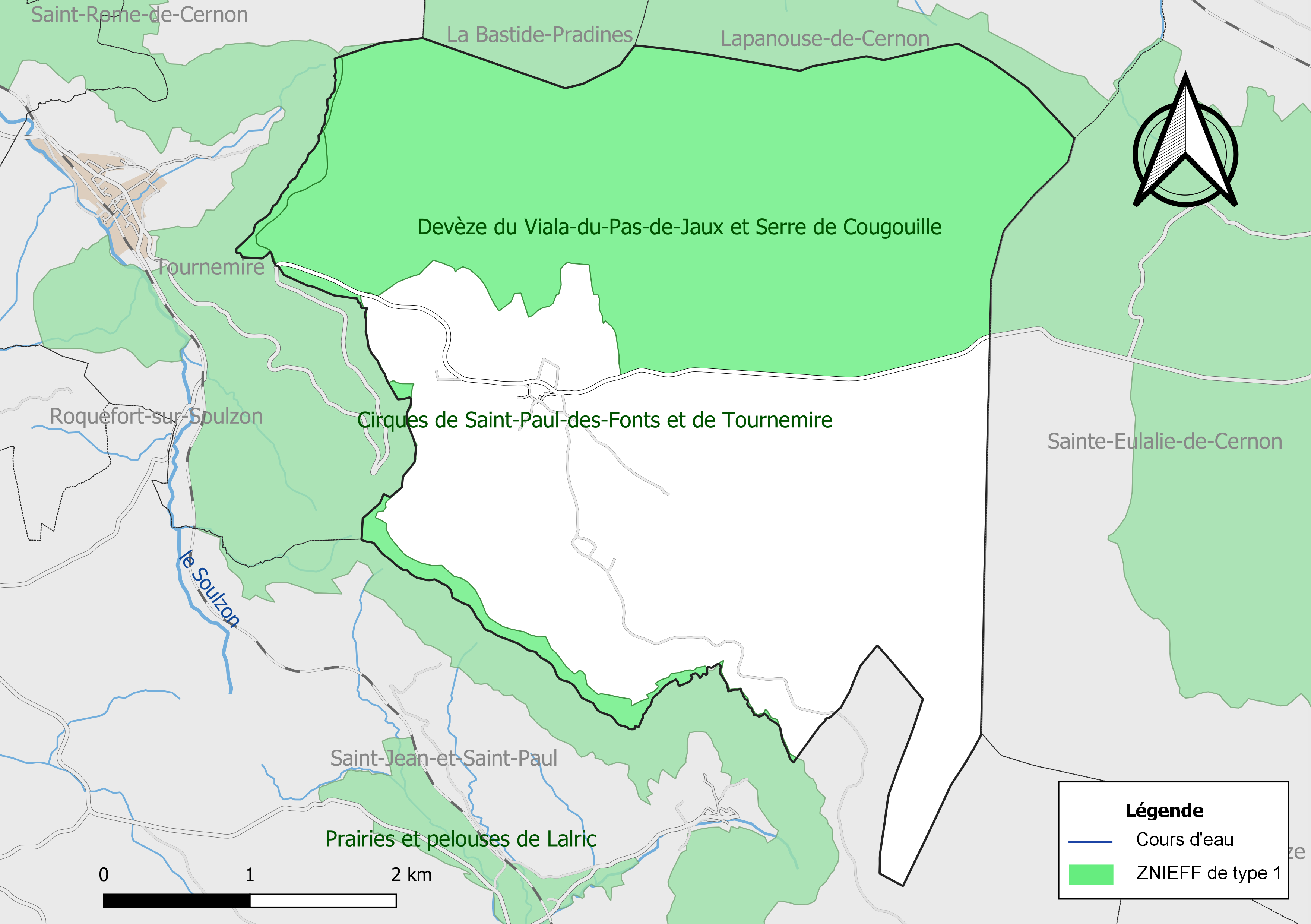
Carte des ZNIEFF de type 1 de la commune.
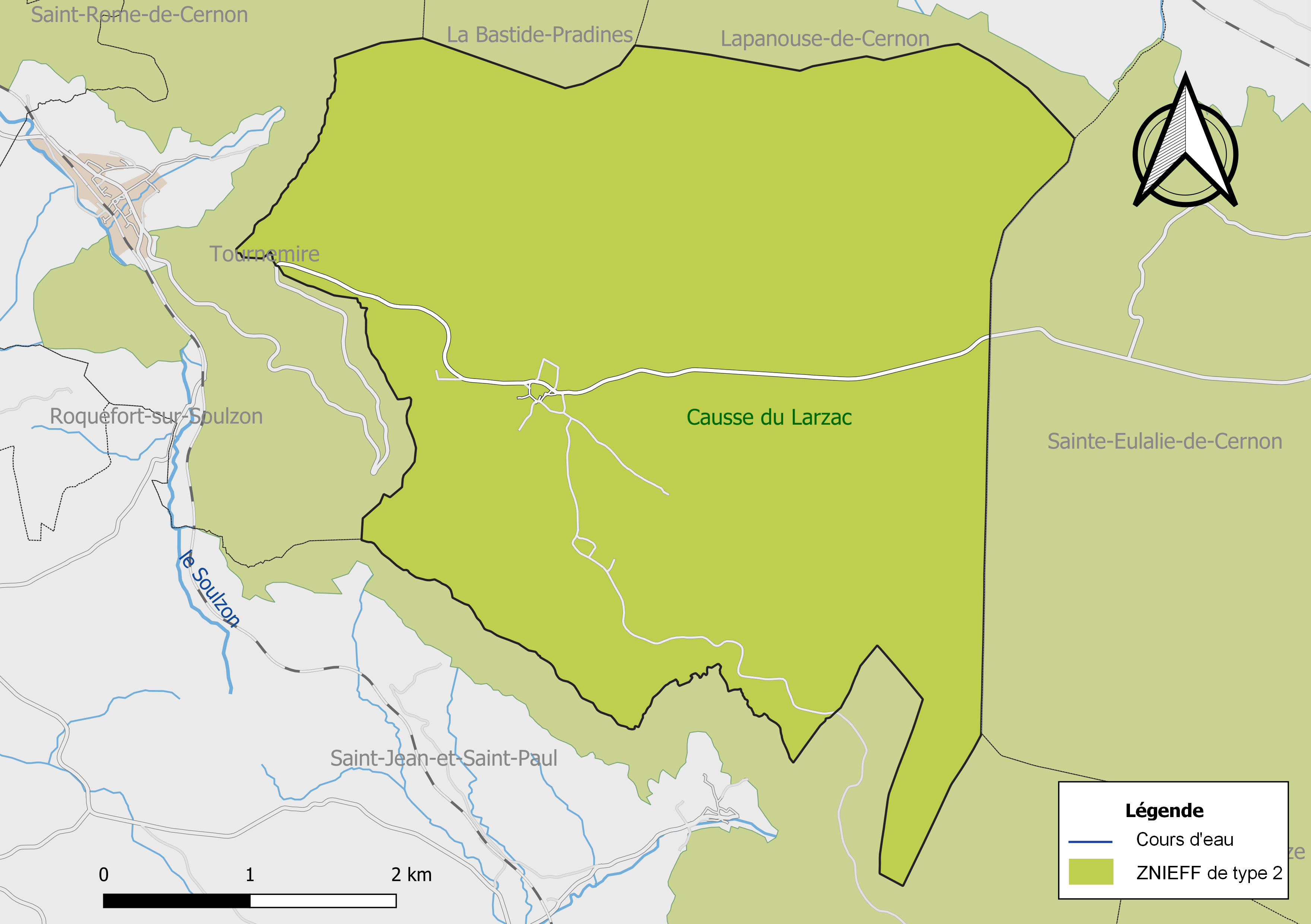
Carte de la ZNIEFF de type 2 de la commune.

## Urbanisme

### Typologie
Au 1er janvier 2024, Viala-du-Pas-de-Jaux est catégorisée commune rurale à habitat dispersé, selon la nouvelle grille communale de densité à 7 niveaux définie par l'Insee en 2022.
Elle est située hors unité urbaine. Par ailleurs la commune fait partie de l'aire d'attraction de Saint-Affrique, dont elle est une commune de la couronne,. Cette aire, qui regroupe 16 communes, est catégorisée dans les aires de moins de 50 000 habitants,.

### Occupation des sols

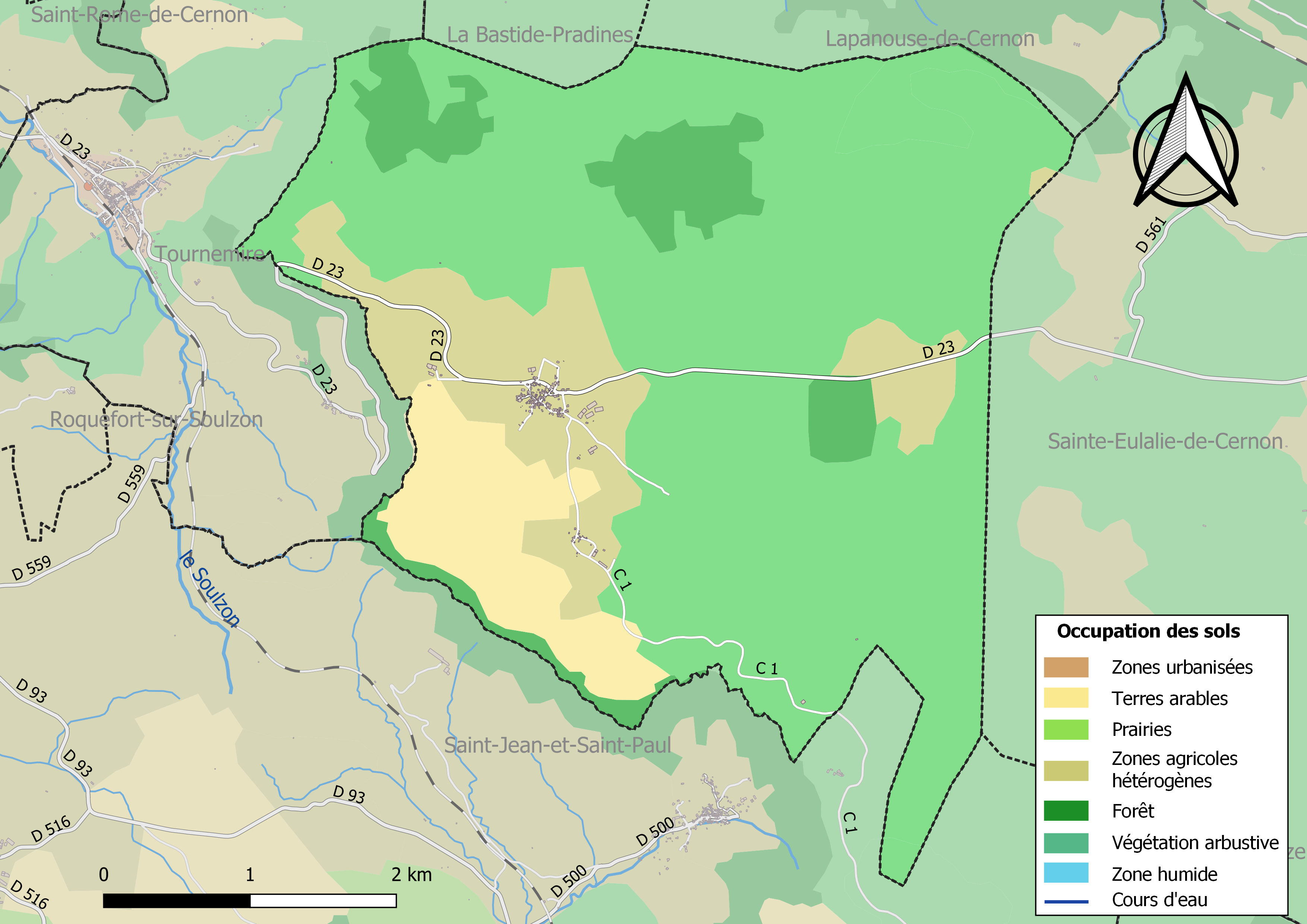
Infrastructures et occupation des sols de la commune de Viala-du-Pas-de-Jaux.

L'occupation des sols de la commune, telle qu'elle ressort de la base de données européenne d’occupation biophysique des sols Corine Land Cover (CLC), est marquée par l'importance des forêts et milieux semi-naturels (76,8 % en 2018), une proportion identique à celle de 1990 (76,8 %). La répartition détaillée en 2018 est la suivante : 
milieux à végétation arbustive et/ou herbacée (68,1 %), zones agricoles hétérogènes (14,6 %), terres arables (8,6 %), forêts (8,6 %).

### Planification
La loi SRU du 13 décembre 2000 a incité fortement les communes à se regrouper au sein d’un établissement public, pour déterminer les partis d’aménagement de l’espace au sein d’un SCoT, un document essentiel d’orientation stratégique des politiques publiques à une grande échelle. La commune est dans le territoire du SCoT du Parc naturel régional des Grands Causses, approuvé le vendredi 7 juillet 2017 par le comité syndical et mis à l’enquête publique en décembre 2019. La structure porteuse est le Pôle d'équilibre territorial et rural du PNR des Grands Causses, qui associe huit communautés de communes, notamment la communauté de communes Larzac et Vallées, dont la commune est membre.
La commune disposait en 2017 d'un plan local d'urbanisme en révision. Le zonage réglementaire et le règlement associé peuvent être consultés sur le Géoportail de l'urbanisme.

### Risques majeurs
Le territoire de la commune de Viala-du-Pas-de-Jaux est vulnérable à différents aléas naturels : climatiques (hiver exceptionnel ou canicule), feux de forêts et séisme (sismicité très faible).
Il est également exposé à un risque particulier, le risque radon,.

#### Risques naturels
Le Plan départemental de protection des forêts contre les incendies découpe le département de l’Aveyron en sept « bassins de risque » et définit une sensibilité des communes à l’aléa feux de forêt (de faible à très forte). La commune est classée en sensibilité forte.
Les mouvements de terrains susceptibles de se produire sur la commune sont liés à la présence de cavités souterraines localisées sur la commune,.

#### Risque particulier
Dans plusieurs parties du territoire national, le radon, accumulé dans certains logements ou autres locaux, peut constituer une source significative d’exposition de la population aux rayonnements ionisants. Toutes les communes du département sont concernées par le risque radon à un niveau plus ou moins élevé. Selon le dossier départemental des risques majeurs du département établi en 2013, la commune de Viala-du-Pas-de-Jaux est classée à risque moyen à élevé. Un décret du 4 juin 2018 a modifié la terminologie du zonage définie dans le code de la santé publique et a été complété par un arrêté du 27 juin 2018 portant délimitation des zones à potentiel radon du territoire français. La commune est désormais en zone 3, à savoir zone à potentiel radon significatif.

## Toponymie
Albert Dauzat, Charles Rostaing et Ernest Nègre ne citent pas de formes anciennes pour ce nom de lieu.
Le premier élément Viala- est la forme occitane, correspondant au mot ville en langue d'oïl, au sens ancien de « domaine rural », puis « village », caractéristique des formations toponymiques médiévales. Ce terme est issu ultimement du gallo-roman VILLA « grand domaine rural ». Ernest Nègre considère qu'il s'agit d'une variante de vilar « village, hameau » qui aurait à la fois donné vialar et vialà, caractéristique lui aussi du Moyen Âge. Ce dernier terme étant issu du gallo-roman VILLARE, dérivé tardif du premier.
Le déterminant complémentaire -le-Pas-de-Jaux peut s'analyser en deux parties :
- -le-Pas désignerait le lieu le mieux choisi pour franchir l'escarpement abrupt des falaises, desserte la plus directe, la plus facile, du plateau et de la vallée par le col. Il s'agit ici probablement du terme roman « pas », attesté vers 1330 en français au sens de « passage, entrée », puis en 1530 « détroit » et en 1559 « défilé »[35]. Les cirques environnants montrent bien la difficulté de leur accès, réservant la traversée rocheuse à de seul passages naturels de bordure, chemins accidentés ou à des drailhes. La route du XIXe siècle emprunte la pente la plus douce, démontrant si besoin est, que le passage par le Pas-de-Jaux fut toujours le plus aisé, entre les pentes du Viala de Cornus et les Côtes de Roquefort.
- -de-Jaux s'avère impossible à déterminer en l'absence de formes anciennes. Le terme se réfère peut-être à Jovis, Jupiter le dieu romain, à qui étaient dédiées certaines élévations du relief. Cf. Montjaux (de Monjuous 1260, Monsjovis 1383[36],[37]); Montjoux (Drôme, castrum Montis Jovis 1278); Jou-sous-Monjou[38]. En ce qui concerne le Viala, le temple desservi par le chemin en le Pas, était non pas Montjaux, mais celui de l'îlot calcaire de Tauran, situé directement à l'ouest de Tournemire[réf. souhaitée]. Il peut s'agir du gallo-roman *JUGU « sommet de montagne », issu du latin jugum. Ces explications restent cependant conjecturelles.

## Histoire

### Les Templiers et les Hospitaliers
Le membre de Viala-du-Pas-de-Jaux fut acquis par donation à l'ordre du Temple dès 1150. C'était alors un domaine agricole important, au milieu duquel se trouvait un ensemble d'habitations et de défenses rattaché à la Commanderie de Sainte-Eulalie-de-Cernon. Il fut remis aux Hospitaliers de l'ordre de Saint-Jean de Jérusalem par la dévolution des biens de l'ordre du Temple.
L’église est construite vers 1315 après la dévolution. Vers 1430, les habitants du village obtiennent du commandeur le droit d'ériger une tour-grenier pour se protéger des pillards, Sainte-Eulalie-de-Cernon étant trop éloignée.

## Politique et administration

### Découpage territorial
La commune de Viala-du-Pas-de-Jaux est membre de la communauté de communes Larzac et Vallées, un établissement public de coopération intercommunale (EPCI) à fiscalité propre créé le 13 décembre 2004 dont le siège est à Cornus. Ce dernier est par ailleurs membre d'autres groupements intercommunaux.
Sur le plan administratif, elle est rattachée à l'arrondissement de Millau, au département de l'Aveyron et à la région Occitanie. Sur le plan électoral, elle dépend du  canton des Causses-Rougiers pour l'élection des conseillers départementaux, depuis le redécoupage cantonal de 2014 entré en vigueur en 2015, et de la troisième circonscription de l'Aveyron  pour les élections législatives, depuis le dernier découpage électoral de 2010.

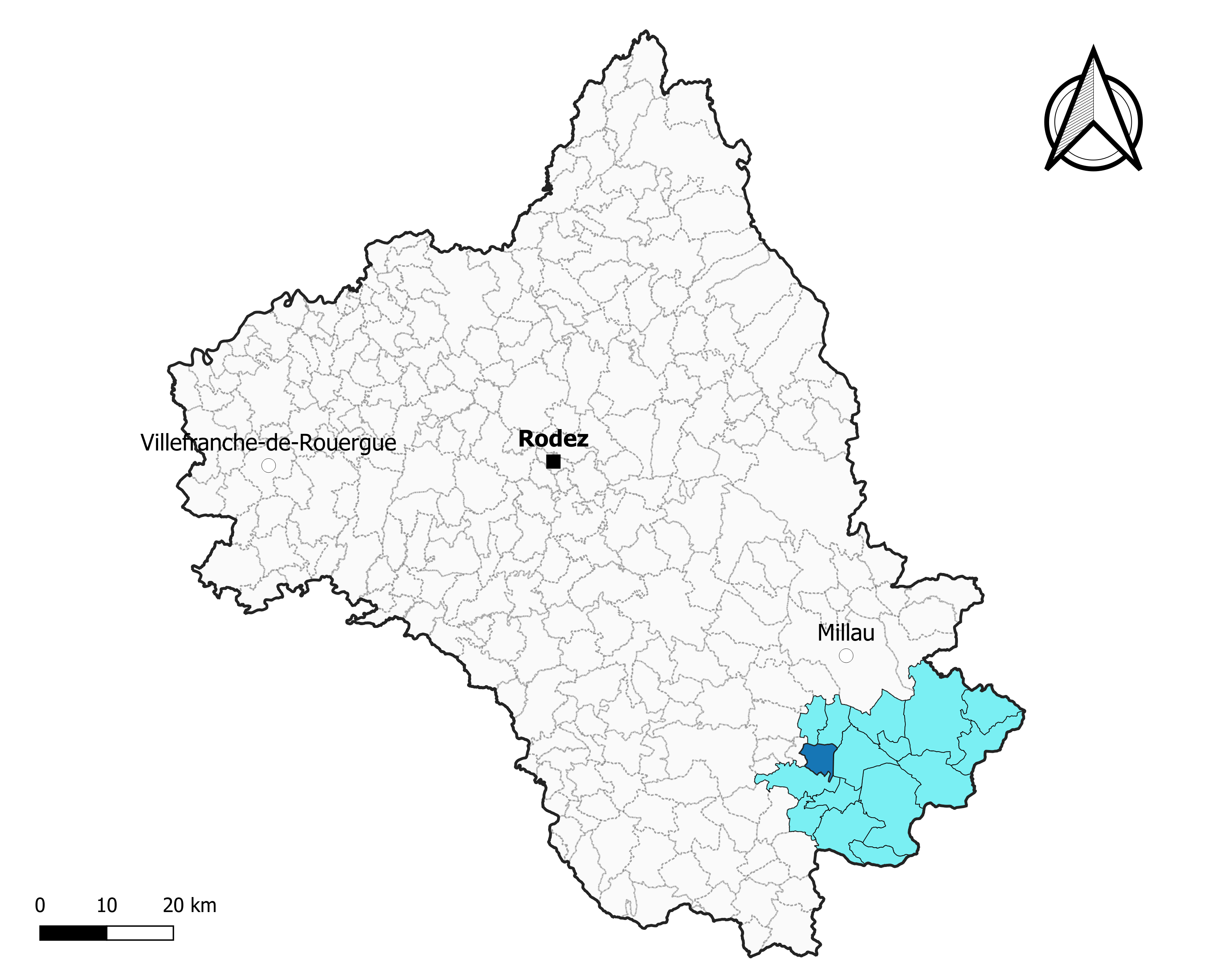
Viala-du-Pas-de-Jaux dans l'intercommunalité en 2020.
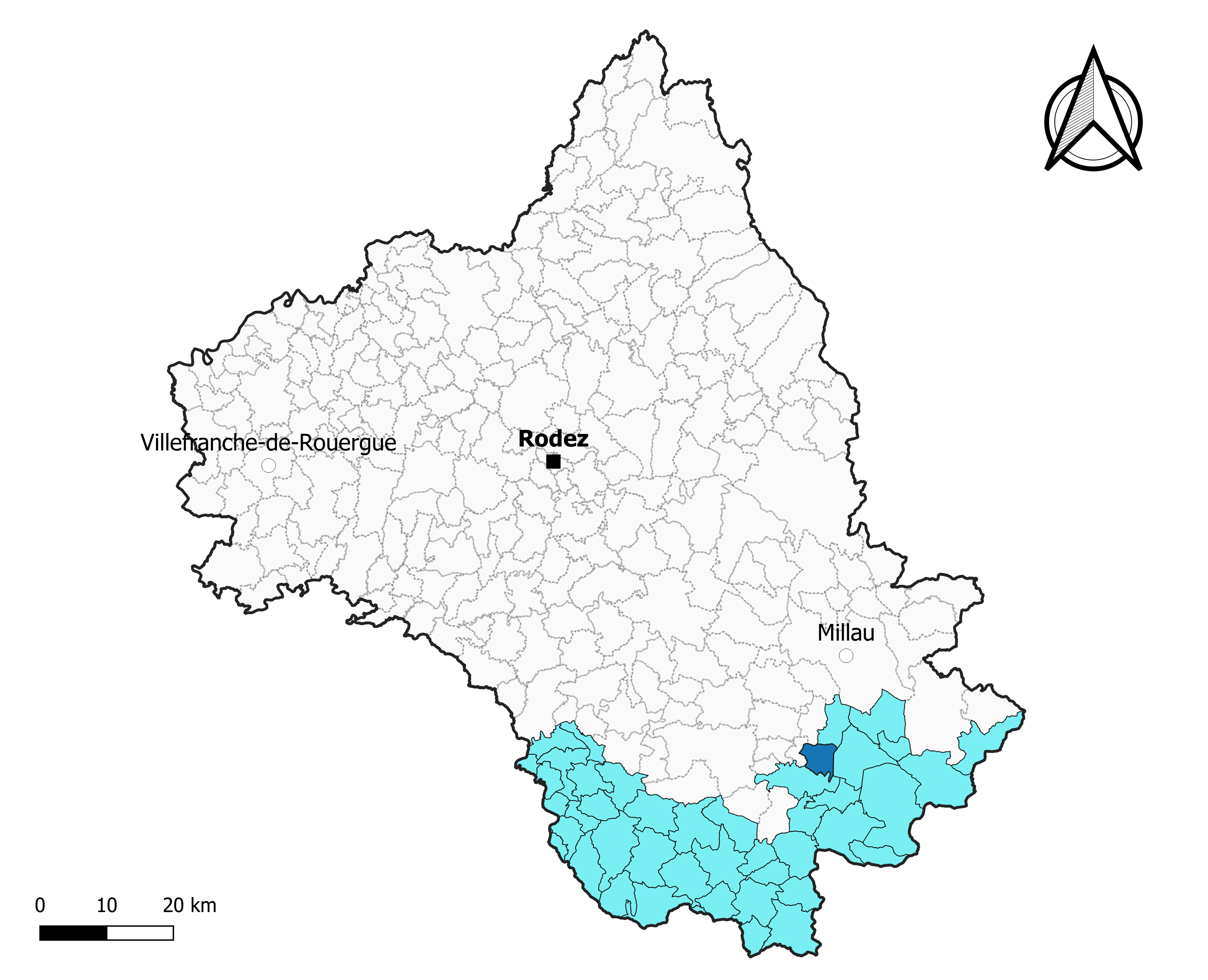
Viala-du-Pas-de-Jaux dans le canton des Causses-Rougiers en 2020.
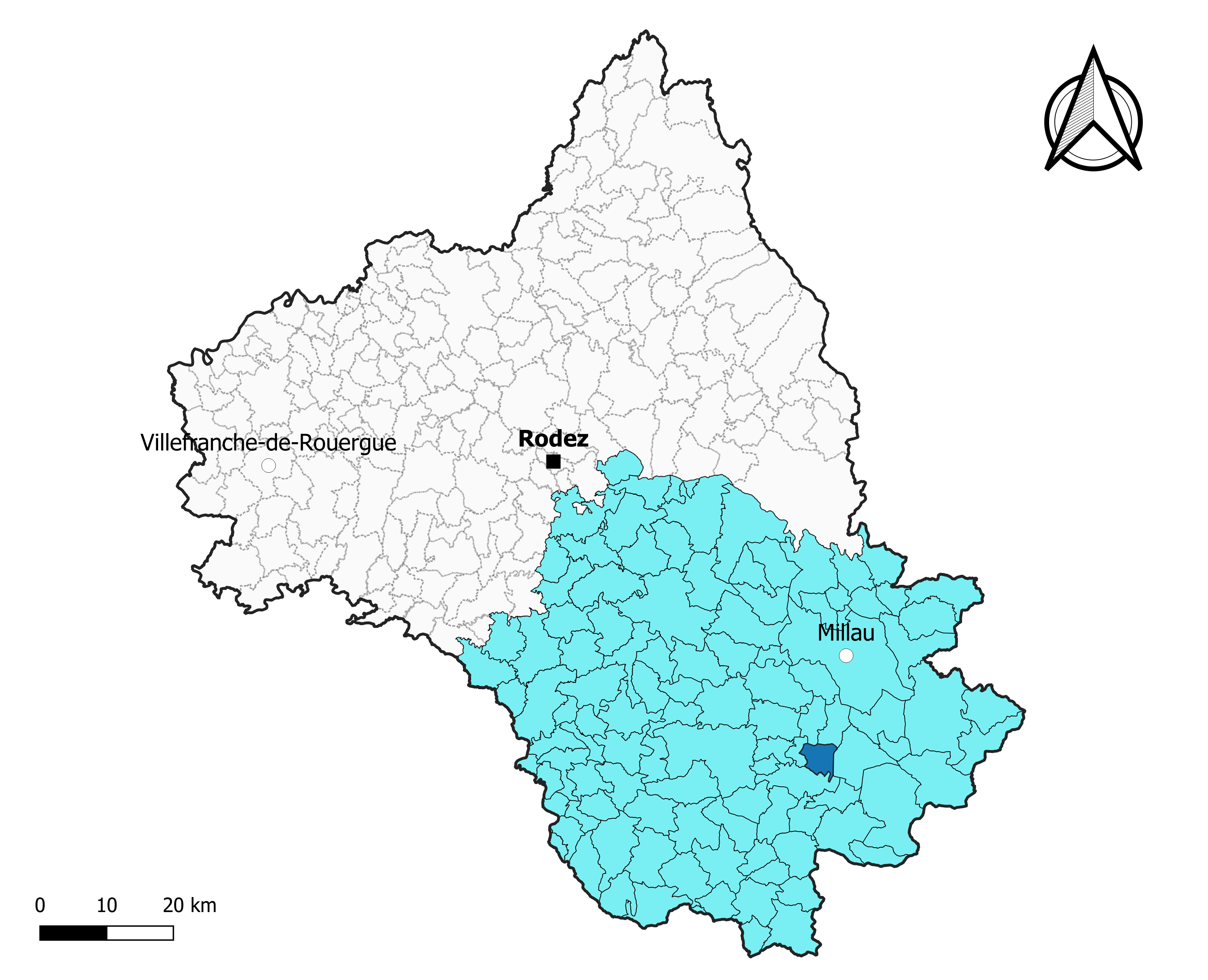
Viala-du-Pas-de-Jaux dans l'arrondissement de Millau en 2020.

### Élections municipales et communautaires

#### Élections de 2020
Le conseil municipal de Viala-du-Pas-de-Jaux, commune de moins de 1 000 habitants, est élu au scrutin majoritaire plurinominal à deux tours avec candidatures isolées ou groupées et possibilité de panachage. Compte tenu de la population communale, le nombre de sièges à pourvoir lors des élections municipales de 2020 est de 7. La totalité des sept candidats en lice est élue dès le premier tour, le 15 mars 2020, avec un taux de participation de 79,07 %.
Lucien Moulières, maire sortant, est réélu pour un nouveau mandat le 26 mai 2020.
Dans les communes de moins de 1 000 habitants, les conseillers communautaires sont désignés parmi les conseillers municipaux élus en suivant l’ordre du tableau (maire, adjoints puis conseillers municipaux) et dans la limite du nombre de sièges attribués à la commune au sein du conseil communautaire. Un siège est attribué à la commune au sein de la communauté de communes Larzac et Vallées.

#### Liste des maires
| Période                                  | Période  | Identité             | Étiquette | Qualité                                         |
| ---------------------------------------- | -------- | -------------------- | --------- | ----------------------------------------------- |
| 1983                                     | 2001     | René Gauffre         |           |                                                 |
| 2001                                     | 2014     | Nicole Chaudesaygues |           |                                                 |
| mars 2014                                | En cours | Lucien Moulieres,    |           | Ancien artisan, commerçant ou chef d'entreprise |
| Les données manquantes sont à compléter. |          |                      |           |                                                 |

## Démographie
L'évolution du nombre d'habitants est connue à travers les recensements de la population effectués dans la commune depuis 1846. Pour les communes de moins de 10 000 habitants, une enquête de recensement portant sur toute la population est réalisée tous les cinq ans, les populations de référence des années intermédiaires étant quant à elles estimées par interpolation ou extrapolation. Pour la commune, le premier recensement exhaustif entrant dans le cadre du nouveau dispositif a été réalisé en 2007.

En 2022, la commune comptait 88 habitants, en évolution de −10,2 % par rapport à 2016 (Aveyron : +0,37 %, France hors Mayotte : +2,11 %).
| 1846 | 1851 | 1856 | 1861 | 1866 | 1872 | 1876 | 1881 | 1886 |
| ---- | ---- | ---- | ---- | ---- | ---- | ---- | ---- | ---- |
| 320  | 320  | 308  | 287  | 285  | 285  | 271  | 304  | 289  |

| 1891 | 1896 | 1901 | 1906 | 1911 | 1921 | 1926 | 1931 | 1936 |
| ---- | ---- | ---- | ---- | ---- | ---- | ---- | ---- | ---- |
| 276  | 273  | 244  | 224  | 222  | 199  | 174  | 171  | 152  |

| 1946 | 1954 | 1962 | 1968 | 1975 | 1982 | 1990 | 1999 | 2006 |
| ---- | ---- | ---- | ---- | ---- | ---- | ---- | ---- | ---- |
| 125  | 124  | 97   | 100  | 80   | 87   | 85   | 74   | 96   |

| 2007 | 2012 | 2017 | 2022 | - | - | - | - | - |
| ---- | ---- | ---- | ---- | - | - | - | - | - |
| 99   | 95   | 99   | 88   | - | - | - | - | - |

## Économie

### Emploi
| Division       | 2008  | 2013  | 2018  |
| -------------- | ----- | ----- | ----- |
| Commune        | 3,5 % | 4,2 % | 7,8 % |
| Département    | 5,4 % | 7,1 % | 7,1 % |
| France entière | 8,3 % | 10 %  | 10 %  |

En 2018, la population âgée de 15 à 64 ans s'élève à 50 personnes, parmi lesquelles on compte 68,6 % d'actifs (60,8 % ayant un emploi et 7,8 % de chômeurs) et 31,4 % d'inactifs,. En  2018, le taux de chômage communal (au sens du recensement) des 15-64 ans est supérieur à celui du département, mais inférieur à celui de la France, alors qu'il était inférieur à celui du département et de la France en 2008.
La commune fait partie de la couronne de l'aire d'attraction de Saint-Affrique, du fait qu'au moins 15 % des actifs travaillent dans le pôle,. Elle compte 14 emplois en 2018, contre 15 en 2013 et 10 en 2008. Le nombre d'actifs ayant un emploi résidant dans la commune est de 32, soit un indicateur de concentration d'emploi de 44,2 % et un taux d'activité parmi les 15 ans ou plus de 42,4 %.
Sur ces 32 actifs de 15 ans ou plus ayant un emploi, 10 travaillent dans la commune, soit 31 % des habitants. Pour se rendre au travail, 71,9 % des habitants utilisent un véhicule personnel ou de fonction à quatre roues, 3,1 % les transports en commun, 9,4 % s'y rendent en deux-roues, à vélo ou à pied et 15,6 % n'ont pas besoin de transport (travail au domicile).

### Activités hors agriculture
6 établissements sont implantés  à Viala-du-Pas-de-Jaux au 31 décembre 2019.
Le secteur de l'industrie manufacturière, des industries extractives et autres est prépondérant sur la commune puisqu'il représente 66,7 % du nombre total d'établissements de la commune (4 sur les 6 entreprises implantées  à Viala-du-Pas-de-Jaux), contre 17,7 % au niveau départemental.

### Agriculture
|               | 1988  | 2000  | 2010  | 2020  |
| ------------- | ----- | ----- | ----- | ----- |
| Exploitations | 6     | 5     | 6     | 4     |
| SAU (ha)      | 1 405 | 1 285 | 1 895 | 1 664 |

La commune est dans les Grands Causses, une petite région agricole occupant le sud-est du département de l'Aveyron. En 2020, l'orientation technico-économique de l'agriculture  sur la commune est l'élevage d'équidés et/ou d' autres herbivores. Quatre exploitations agricoles ayant leur siège dans la commune sont dénombrées lors du recensement agricole de 2020 (six en 1988). La superficie agricole utilisée est de 1 664 ha,,.

## Culture locale et patrimoine

### Lieux et monuments
- Église Saint-Jean-Baptiste de Viala-du-Pas-de-Jaux.
- Tour hospitalière  Inscrit MH (1993)[57] du XVe siècle, la plus haute et la plus importante tour-grenier du Larzac.

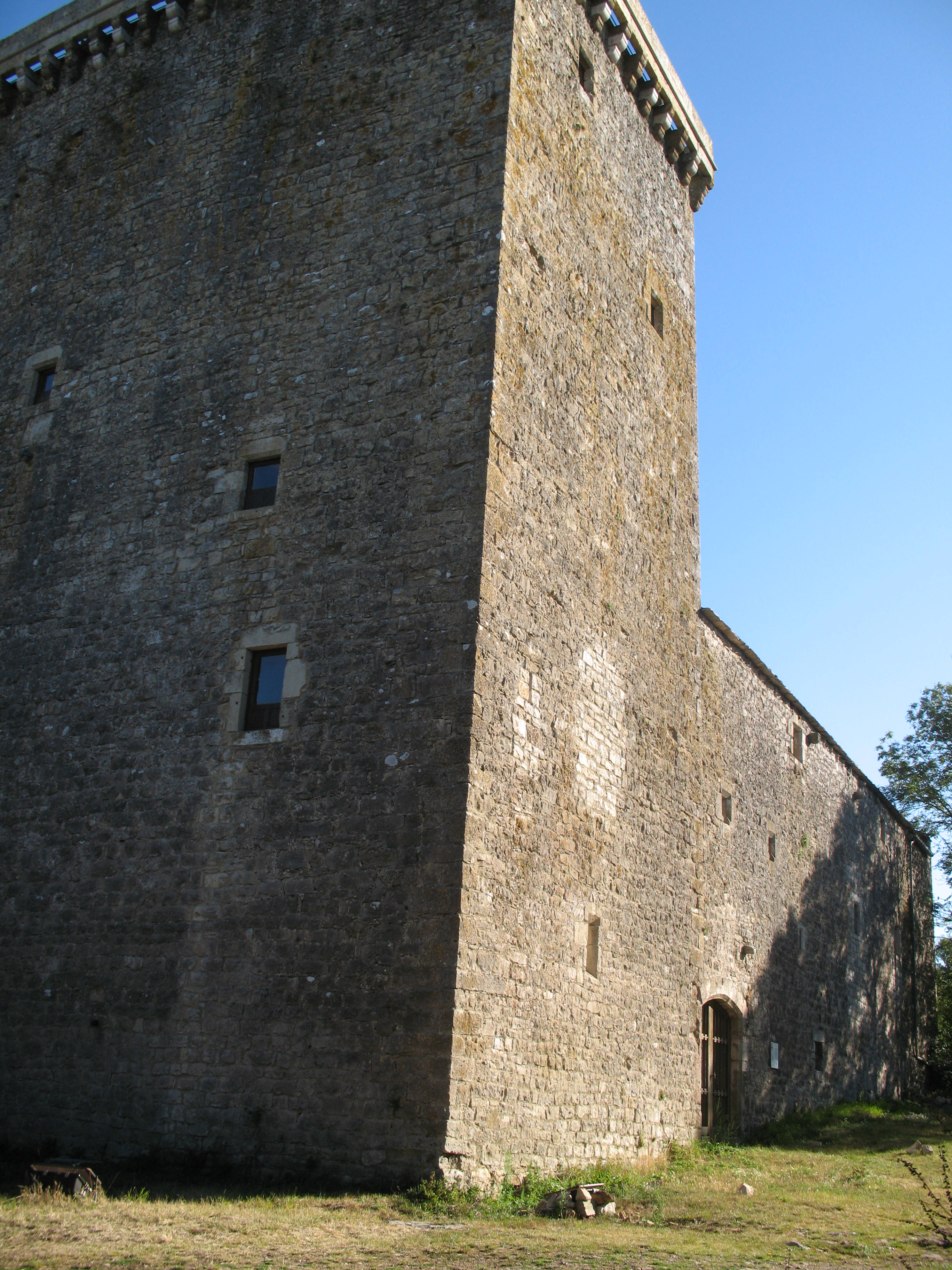
Angle sud-ouest.
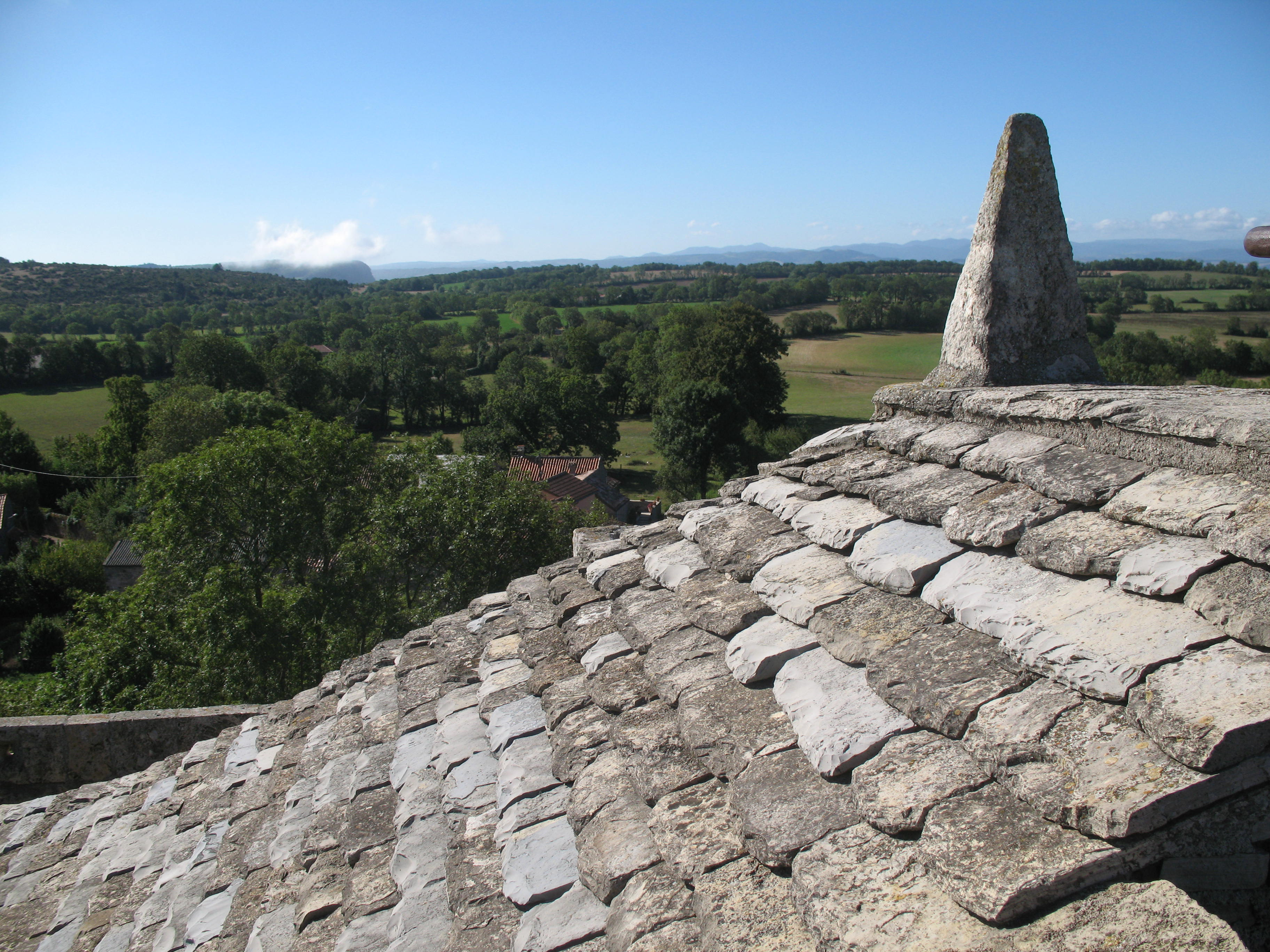
Voûte sommitale.
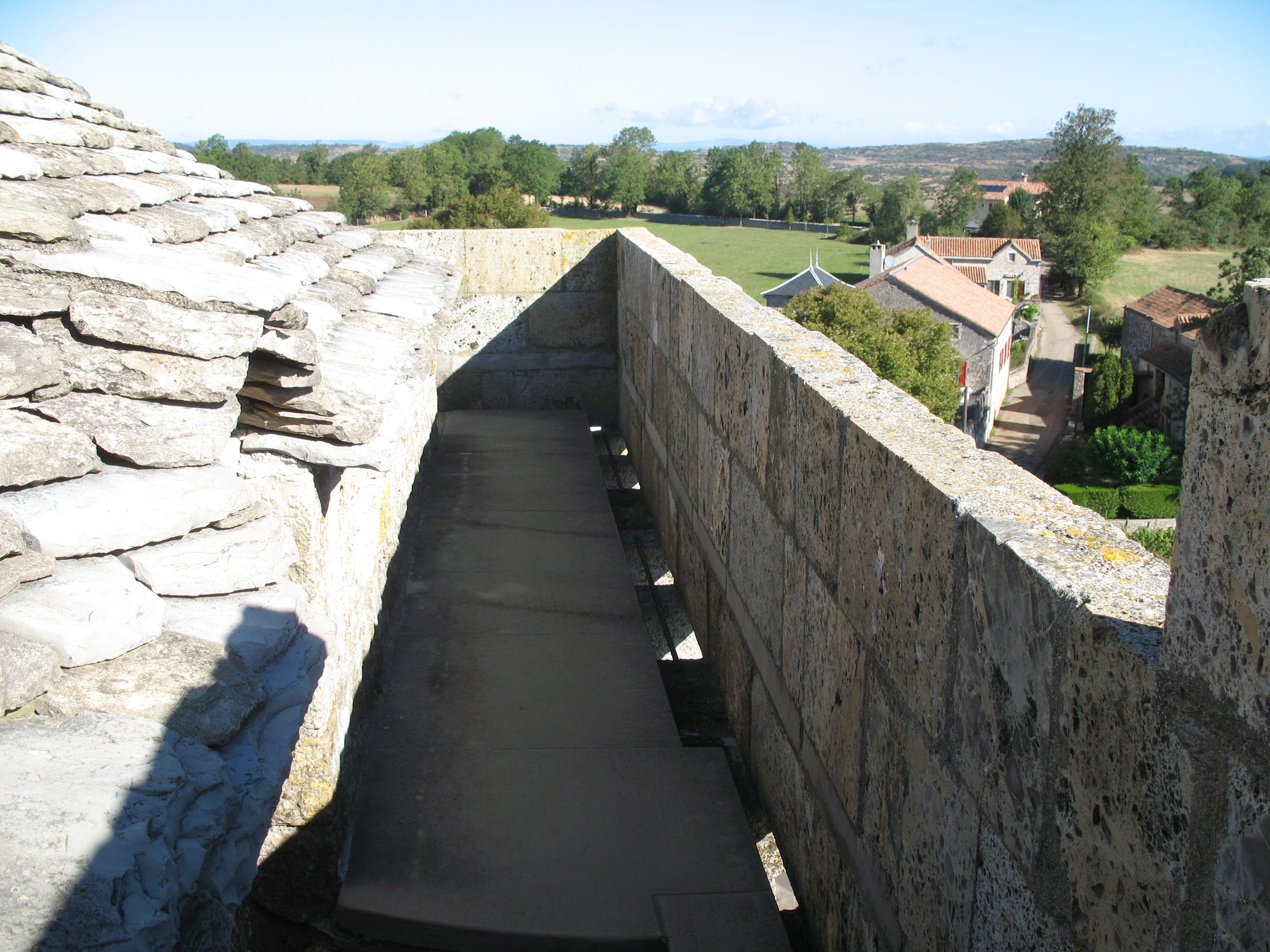
Chemin de ronde.
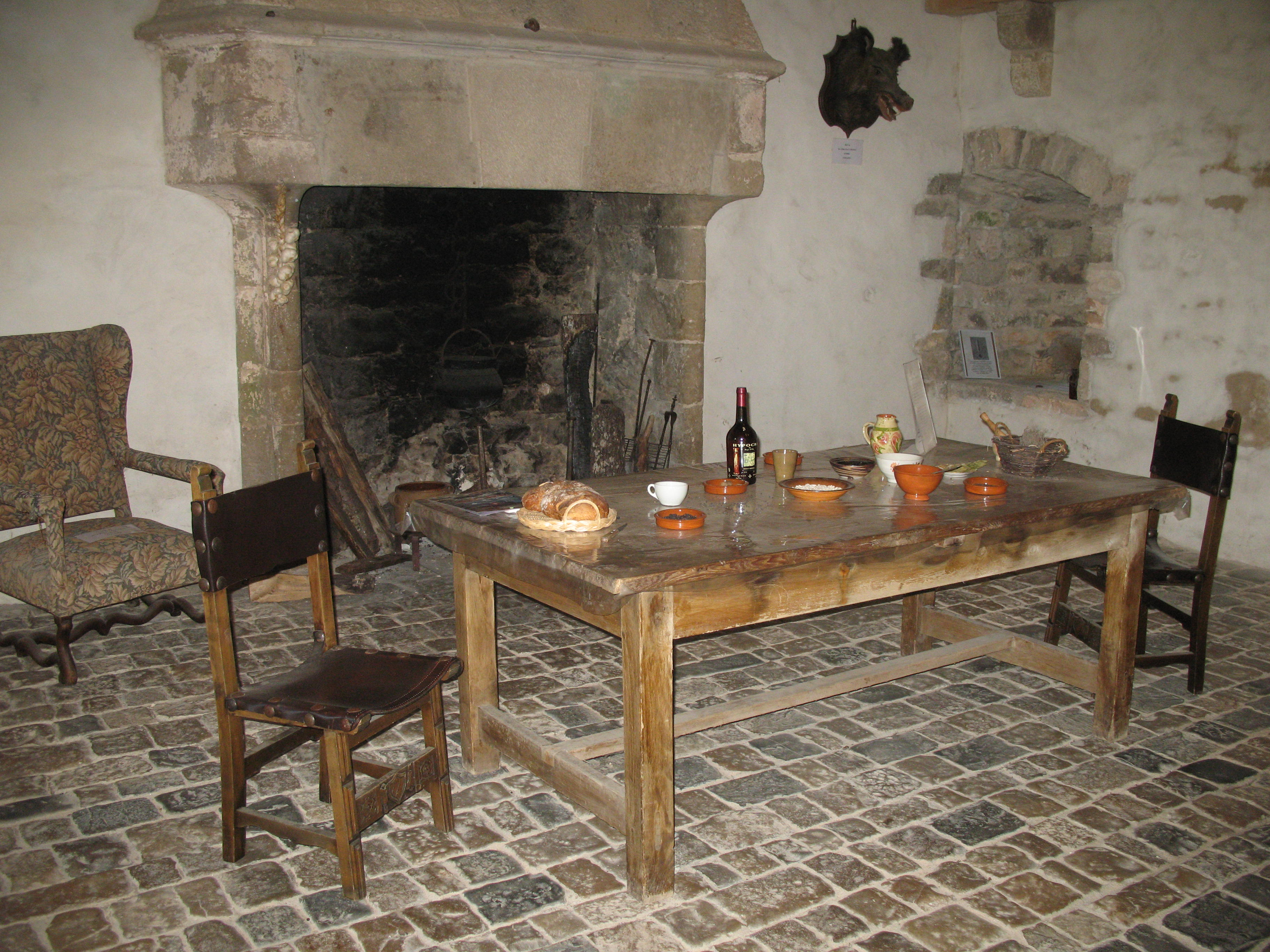
Scène d'intérieur.

- Chemins dans les bouissières centenaires.

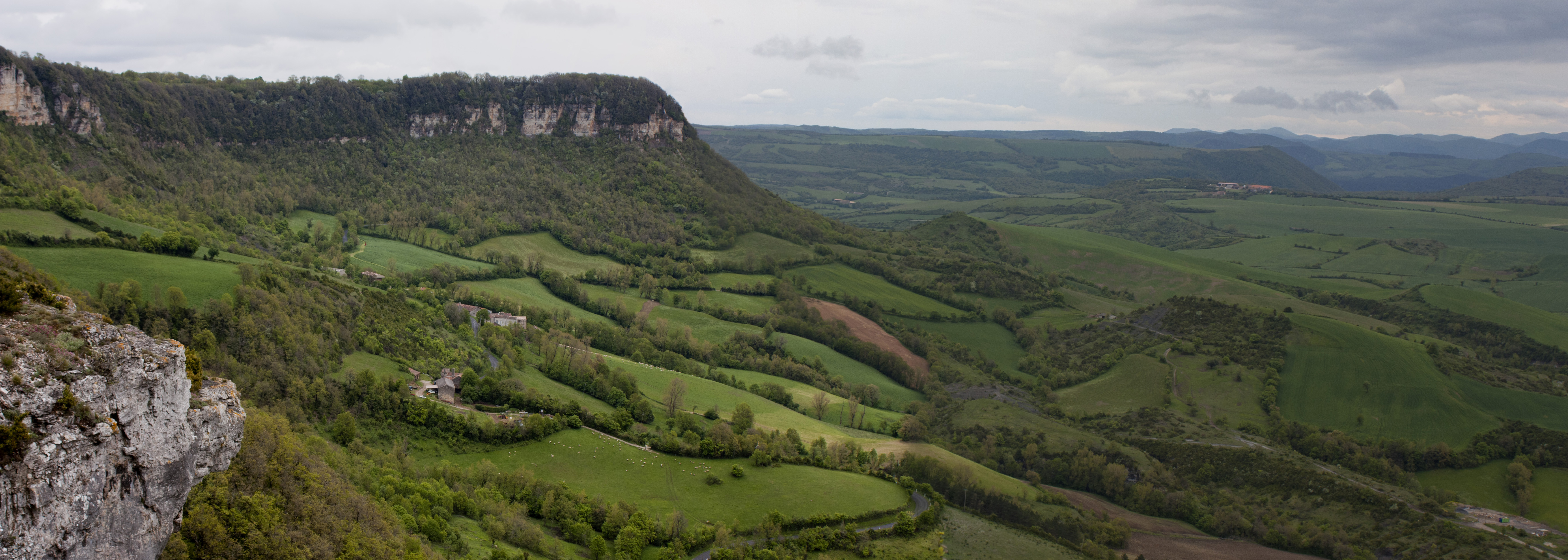
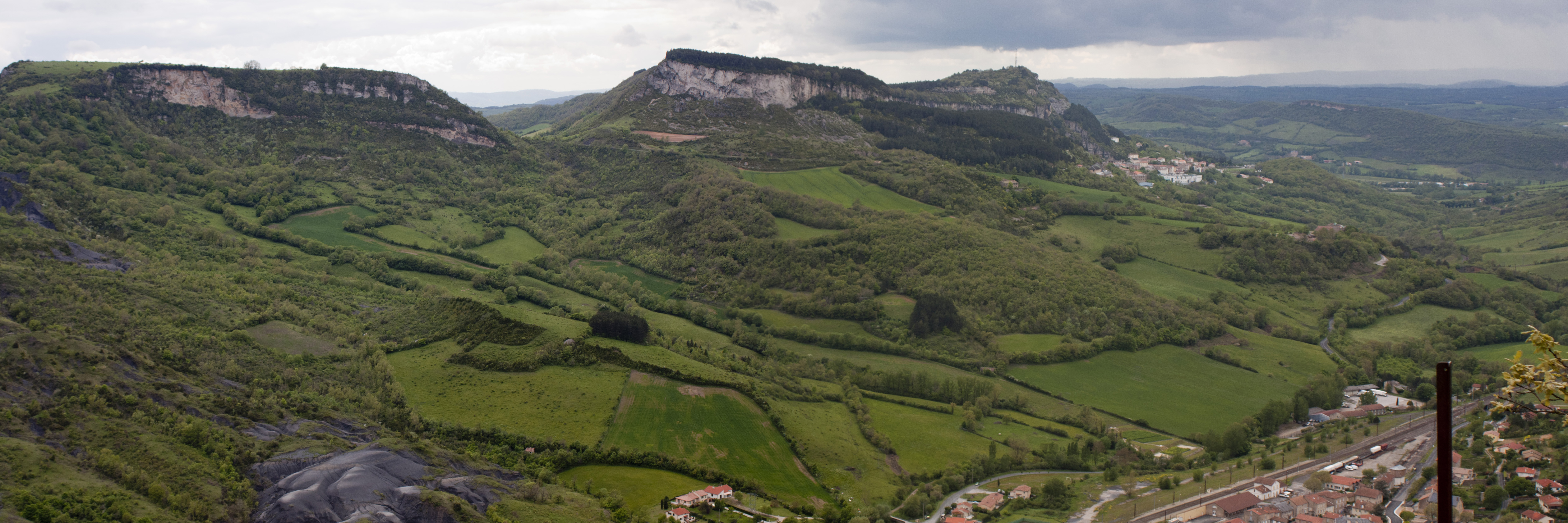

- Lavagnas (points d'eau pour abreuver le bétail), drayas et passadas (voies réservées aux troupeaux).

- Dolmen des Fadarelles.
- Puits romains de Font-Rome.

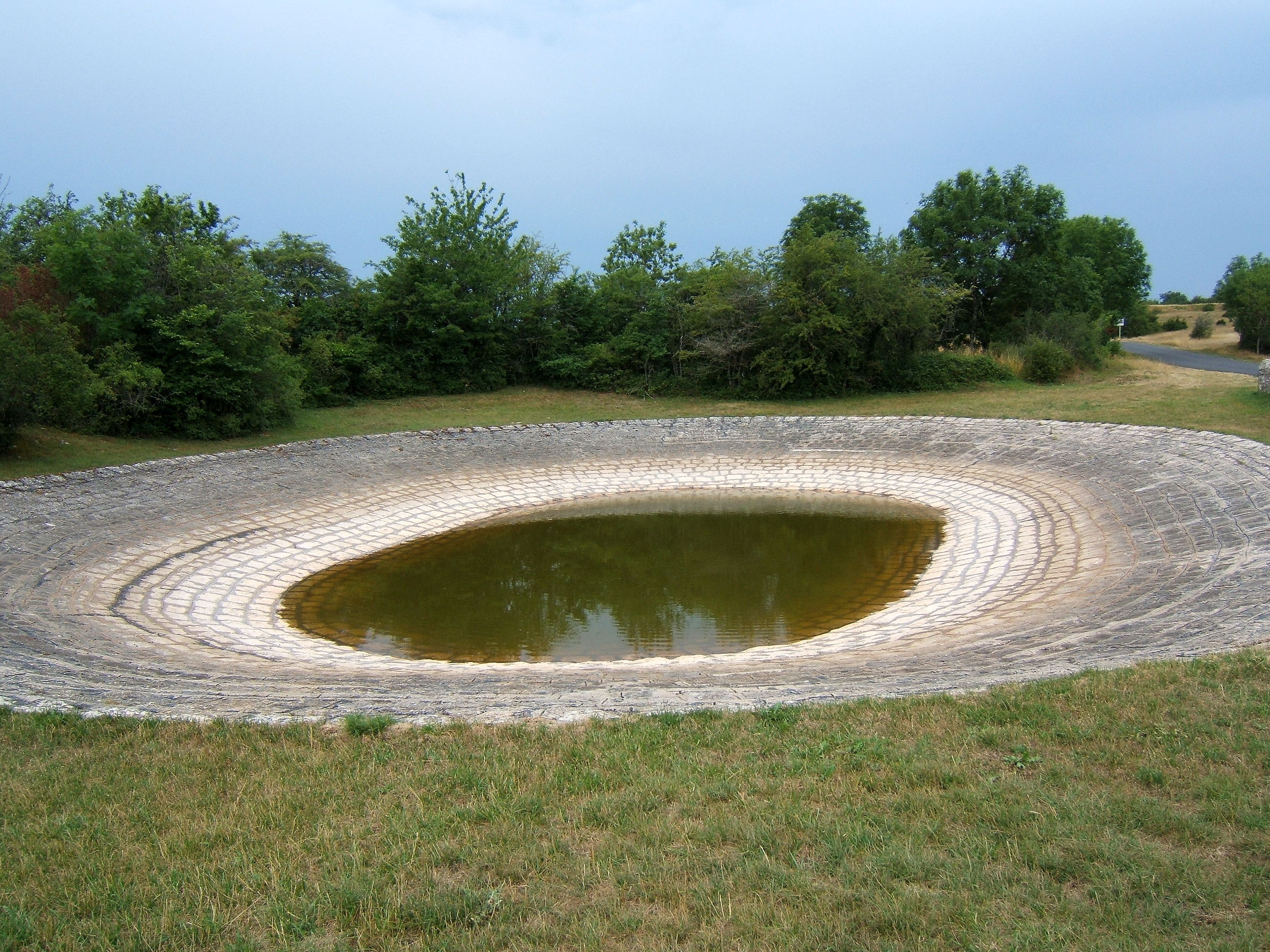
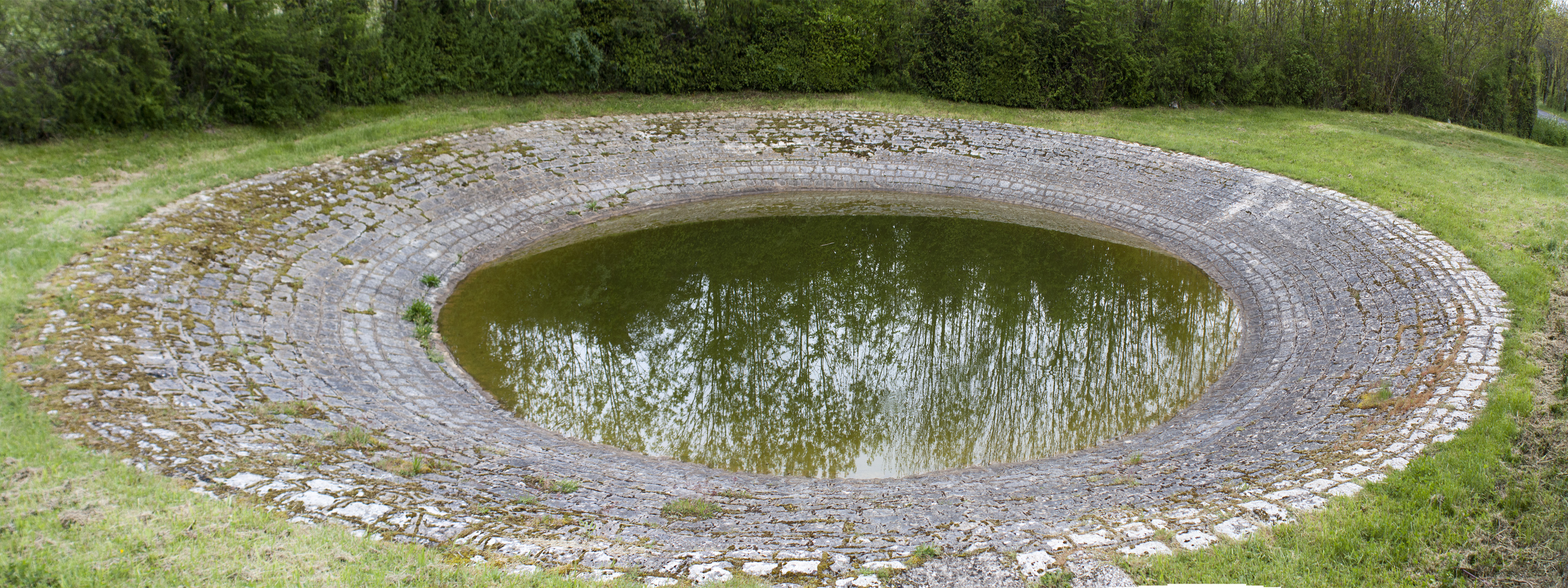
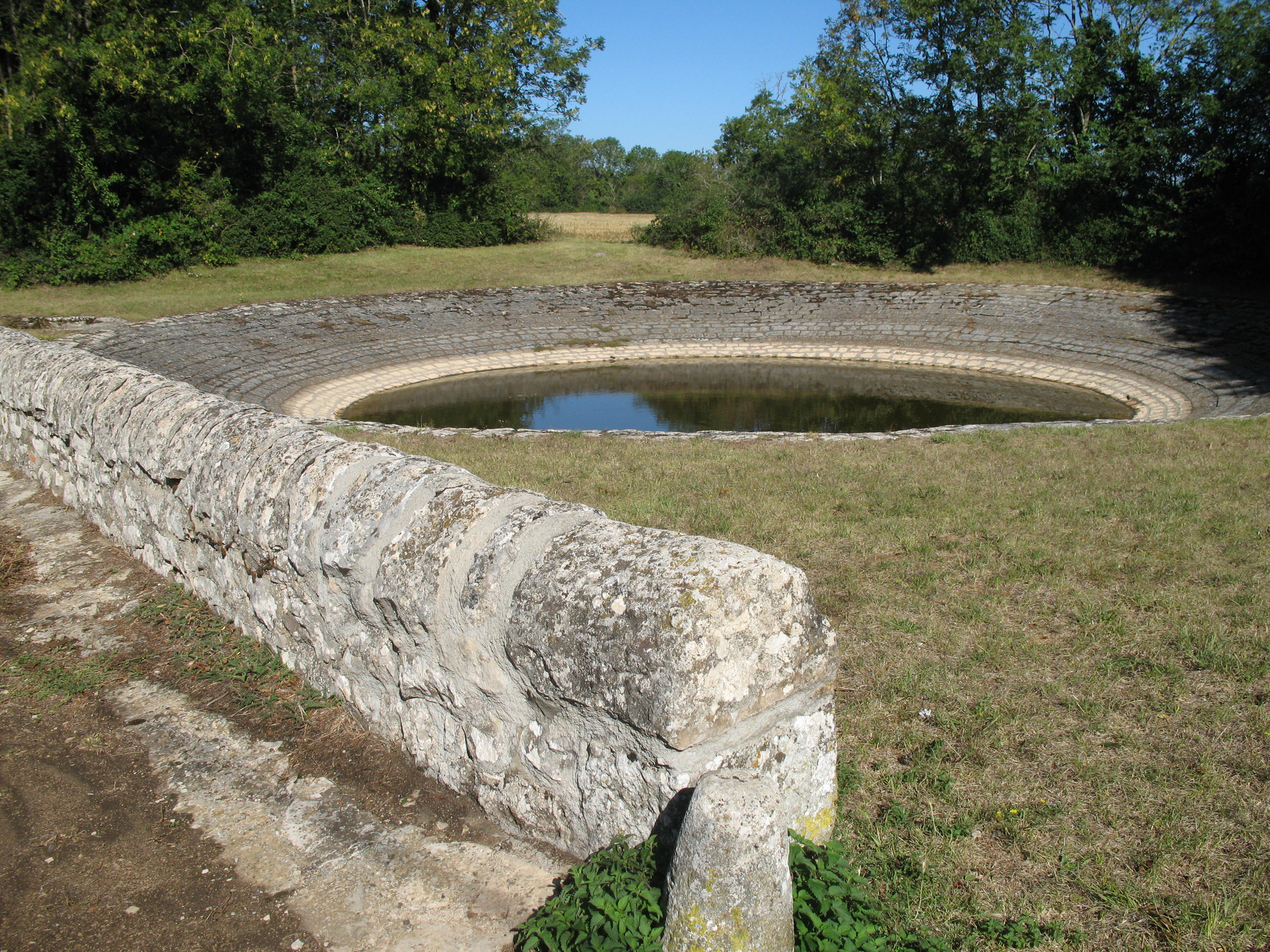

- Cirques de Saint-Paul-des-Fonts et Tournemire.